# 81
Évszázadok: i. e. 1. század – 1. század – 2. század
Évtizedek: 30-as évek – 40-es évek – 50-es évek – 60-as évek – 70-es évek – 80-as évek – 90-es évek – 100-as évek – 110-es évek – 120-as évek – 130-as évek
Évek: 76 – 77 – 78 – 79 –  80 – 81 – 82 – 83 – 84 – 85 – 86

## Események

### Római Birodalom
- Lucius Flavius Silva Nonius Bassust (helyettese márciustól Marcus Roscius Coelius, májustól Lucius Vettius Paullus, júliustól Caius Scoedius Natta Pinarius, szeptembertől Lucius Carminius Lusitanicus) és Lucius Asinius Pollio Verrucosust (helyettese Caius Julius Juvenalis, Titus Junius Montanus, Titus Tettienus Serenus és Marcus Petronius Umbrinus) választják consulnak.
- Titus császár a szabin földre látogat, de útközben belázasodik és állítólag ugyanabban a villában ahol apja, 42 éves korában meghal. Utóda öccse, Domitianus, akinek első cselekedete hogy bátyját istenné nyilvánítsa. Domitianus elődeitől eltérően nem annyira katona, mint inkább adminisztrátor és semmibe véve a köztársasági hagyományokat és a szenátust, szinte királyként uralkodik.
- Domitianus megépítteti Rómában Titus diadalívét.
- Cnaeus Iulius Agricola britanniai helytartó egy öblön (talán Firth of Clyde vagy Firth of Forth) átkelve addig ismeretlen népeket hódít meg. Csapatokat vezényel Britannia keleti, az Ír-szigettel szembeni partvidékére egy későbbi inváziót tervezve.

### Pártus Birodalom
- II. Pakórosz király leveri másik öccsének, III. Artabanosznak a lázadását is.

## Halálozások
- szeptember 13. – Titus római császár

## Fordítás
- Ez a szócikk részben vagy egészben  az   AD 81 című angol Wikipédia-szócikk ezen változatának fordításán alapul.  Az eredeti cikk szerkesztőit annak laptörténete sorolja fel. Ez a jelzés csupán a megfogalmazás eredetét és a szerzői jogokat jelzi, nem szolgál a cikkben szereplő információk forrásmegjelöléseként.